# 세라니시정
세라니시정(世羅西町)은 히로시마현 중동부에 존재했던 정으로, 세라군의 서쪽의 약 3분의 1을 차지하고 있었다. 2004년 10월 1일에 세라군 전체 3정(세라정·고잔정·세라니시정)이 합병, 세라정을 신설하고 폐지되었다.

## 연혁
- 1955년 3월 31일 - 4개의 촌이 대등합병해 세라니시정이 성립하였다.
- 2004년 10월 1일 - 세라군 전 3정이 신설합병해, 새로운 세라정이 성립함에 따라 소멸하였다.

## 교통

### 도로
- 히로시마현도 제28호선
- 히로시마현도 제45호선
- 히로시마현도 제52호선
- 히로시마현도 제56호선

### 일반도로
- 1994년 주요 지방도 개편 이전에는 히로시마현도 160호 미야자세라니시선, 히로시마현도 346호 무쿠나시세라니시선, 히로시마현도 407호 나카야스다미와선이 마을을 지나고 있었지만, 히로시마현도 160호 미야자세라니시선과 히로시마현도 346호 무쿠나시세라니시선은 히로시마현도 45호 미야자와선, 히로시마현도 407호 나카야스다미와선은 히로시마현도 56호 후추세라미와선으로 각각 재편성되어 그 이후로는 전혀 존재하지 않는다.